# Вуец, Генрик
Генрик Вуец (пол. Henryk Wujec; 25 декабря 1940, Подляшье, гмина Билгорай — 15 августа 2020, Варшава) — польский политический, общественный и профсоюзный деятель. Один из основателей КОС-КОР, член всепольской комиссии профсоюза Солидарность. Депутат Сейма Республики Польша в 1989—2001 годах. Государственный секретарь министерства сельского хозяйства в правительстве Ежи Бузека. В 2010—2015 — советник президента Польши Бронислава Коморовского.

## Активист социальной самообороны
Родился в крестьянской семье. Поступил в Варшавский университет, окончил физический факультет в 1970. В 1977 окончил аспирантуру Политехнического университета. Работал инженером-электротехником на заводе полупроводниковых элементов Tewa.
Генрик Вуец был противником коммунистического режима ПНР. В 22-летнем возрасте он примкнул к оппозиционному движению, вступив в варшавский Клуб католической интеллигенции. Летом 1976 помогал рабочим, подвергшимся репрессиям за участие в забастовке на заводе «Урсус». Тогда же стал одним из учредителей Комитета защиты рабочих.

В полной мере эта идея реализовалась в июле 1976 г., когда были подавлены очередные забастовки рабочих в городах Урсус и Радом. Многие рабочие попали под суд, им грозило до 10 лет лишения свободы. И тогда мы сказали, что будем ходить на эти судебные заседания, чтобы показать рабочим: они не одни.

Поначалу к нам относились с подозрением, рабочие и их родственники с трудом верили, что кто-то хочет им помочь. А мы тем временем составили длинный список преследуемых людей и начали собирать деньги для них. Эти деньги мы отвозили семьям рабочих.
Это всё делалось открыто, наши телефоны и адреса были всем известны. Мы публиковали статьи, под нашими воззваниями в защиту рабочих подписывались известные люди. По сути дела, это была открытая оппозиция, и сотрудники служб безопасности прекрасно знали, чем мы занимаемся. Но я думаю, что в тот момент они просто пренебрегали нами.

А потом прошёл год, и общественное давление привело к тому, что власть была вынуждена освободить всех арестованных рабочих.
Благодаря этой победе, по всей Польше активизировались тысячи людей, которые поняли, что возможность заявить о своих правах всё-таки существует.

Генрик Вуец

Был одним из идеологов и организаторов акций социальной самообороны. Редактировал подпольный журнал Robotnik. Участвовал в создании нелегальных свободных профсоюзов.

## Деятель «Солидарности»
В 1980 году Генрик Вуец вступил в Солидарность. Был членом всепольской комиссии и одним из ведущих экспертов профсоюза. В целом разделял позиции Яцека Куроня.
13 декабря 1981 года Вуец был интернирован военными властями. Освобождён в сентябре 1982 года. Вновь арестован в 1984 года, освобождён и снова заключён под стражу в июне-сентябре 1986 года. Предполагалось, что Вуец — наряду с Яцеком Куронем, Каролем Модзелевским, Адамом Михником, Збигневом Ромашевским, Анджеем Гвяздой, Яном Рулевским, Марианом Юрчиком, Северином Яворским, Гжегожем Палькой, Анджеем Розплоховским — станет подсудимым на политическом процессе «главарей антисоциалистического заговора». Однако от этого плана властям пришлось отказаться под угрозой массовых протестов. Предложение эмигрировать Вуец, как и другие оппозиционеры, решительно отверг.
Подпольная «Солидарность» выпустила в 1984 году серию почтовых марок с изображениями политзаключённых, в том числе Генрика Вуеца.
После освобождения Вуец работал в научно-исследовательском Центре стандартизации.
В 1987 году, когда началось полномасштабное воссоздание структур «Солидарности», Генрик Вуец стал членом Гражданского комитета движения. В 1988—1990 Вуец являлся секретарём лидера «Солидарности» Леха Валенсы, председателя Гражданского комитета. Весной 1989 года Генрик Вуец участвовал в Круглом Столе. Заседал в секции, занимавшейся вопросами профсоюзного плюрализма.

## Либеральный политик

### В парламенте и партиях
На «полусвободных» парламентских выборах 1989 Генрик Вуец был избран депутатом Сейма по списку Гражданского комитета «Солидарности». Трижды переизбирался в Сейм Республики Польша на свободных выборах — в 1991, 1993, 1997 годах. Принадлежал к либеральному крылу «пост-Солидарности» — сторонникам Яцека Куроня, Тадеуша Мазовецкого, Адама Михника, Збигнева Буяка. Участвовал в создании партий ROAD, Демократической унии, Унии Свободы. Был членом парламентских комитетов по сельскому хозяйству и по финансам. В 1999—2000 занимал пост госсекретаря министерства сельского хозяйства в правительстве Ежи Бузека.
На выборах 2001 Уния Свободы потеряла представительство в Сейме. Генрик Вуец занялся общественной деятельностью. Работал в Обществе социальных и экономических инвестиций, состоял в консультативном совете польского Союза журналистов. В 2005 вступил в социал-либеральную Демократическую партию — demokraci.pl. Вышел из неё в 2006 из-за сближения партии с «пост-ПОРП».
В 2006 году Генрик Вуец награждён орденом Возрождения Польши.

### Советник президента Коморовского
На президентских выборах 2010 Генрик Вуец поддерживал кандидата праволиберальной Гражданской платформы Бронислава Коморовского. После избрания Коморовского главой государства Вуец стал его советником. Консультировал по ряду политических вопросов.
Активно занимался раскрытием архивов последних лет существования ПНР (период, вызывающий острую полемику среди ветеранов «Солидарности»). Состоит в Международном совете Освенцима и Фонде Аушвиц-Биркенау — общественных организациях, занятых сохранением исторической памяти и поддержанием мемориалов в бывших нацистских концлагерях.

### Позиция по Украине
В начале 2014 года Генрик Вуец стал одним из учредителей польского Гражданского комитета солидарности с Украиной. При этом в 2009 Вуец выступал с резкой критикой «культа Бандеры» на Западе Украины.
В июле 2014 Генрик Вуец высказался в пользу применения экономических санкций в отношении РФ.

## Семья
Жена Генрика Вуеца — Людвика Вуец — учительница физики и математики, еврейка по национальности, в юности убеждённая коммунистка, длительное время (в 1965–1978 годах) состояла в ПОРП.

Они пришли из разных миров. С одной стороны — еврейский, коммунистический, атеистический. С другой — польский, сельский, католический.

Людвика Вуец прошла с мужем весь его общественно-политический путь. Состояла в тех же подпольных организациях ПНР и легальных партиях Третьей Речи Посполитой, награждена тем же орденом, так же поддерживала кандидатуру Коморовского в 2010 году. Единственное заметное отличие: Генрик Вуец был депутатом сейма, Людвика Вуец — муниципальным советником в Варшаве. Экономические реформы 1990-х Людвика оценивает критически: 

Я думаю, что было много ошибок. Мы избрали слишком либеральный курс и забыли об обществе. Мы устроили гонку вместо того, чтобы делать все сообща, как прежде».

В 2011 Людвика Вуец привлекалась к суду по обвинению в якобы полученной в середине 1990-х взятке от IT-компании Budimex Soft за благоприятствование в тендере на компьютеризацию. Доказать обвинение не удалось; Генрик Вуец посчитал судебное преследование своей жены акцией антисемитских кругов. Значительная часть польской общественности согласилась с такой оценкой.
Сын Генрика Вуеца — Павел Вуец — работал в издании Адама Михника Gazeta Wyborcza, в затем в информационно-издательском холдинге Agora (эту структуру также возглавляет Михник, компании принадлежит Gazeta Wyborcza).

## Интересные факты
В 2012 году Генрик Вуец поддержал идею марша российских болельщиков по Варшаве в День России 12 июня (на эту дату приходился матч между сборными России и Польши в ходе Чемпионата Европы). Свою позицию он мотивировал тем, что праздник 12 июня исторически связан с падением СССР: «Значит, у нас тоже есть повод для праздника».